# SEPTA 서브웨이-서페이스 트롤리 선
서브웨이-서페이스 트롤리 10, 11, 13, 34, 36 호선(SubwaySurface Trolley Routes 10, 11, 13, 34 & 36) 또는 그린 라인(Green Lines)은 웨스트펜실베이니아와 델라웨어 군 간을 노면으로 연결하는 다섯 노선의 SEPTA 트롤리 노선으로, 필라델피아의 센터 시티(Center City)의 지하에 있는 마켓 스트리트 지하철(Market Street subway)의 바깥 쪽 두 선로를 이용하여 도시 철도로서의 역할도 맡고 있다. 5개 노선 전체로 약 19.8 마일 (31.9 km)의 길이를 가지고 있다. (SEPTA 15호선(지라드 애비뉴 선)은 전차용 트롤리이자 같은 노선색인 녹색을 사용하지만 서브웨이-서페이스 시스템(지하철 시스템)의 일부에 포함되지 않는다.)
SEPTA 서브웨이-서페이스 선은 보스턴의 그린 라인과 샌프란시스코의 뮤니 메트로와 함께 미국에서 제2차 세계대전 이전의 전차 시스템을 그대로 간직하고 있는 노선이다. 보스턴과 샌프란시스코의 시스템보다 좀 더 긴 LRT 차량을 사용하는 필라델피아는 112대의 가와사키 K-Car LRV를 사용한다. 1981~82년에 전달 받았으며, 교외 트롤리 노선에서 사용된 것과 유사하다.
필라델피아 시내의 동부 종착역인 주니퍼 스트리트 역(Juniper Street)에서 시작하고, 각 선로가 시청 및 딜워스 파크(Dilworth Park) 주위의 양쪽 도로에서 단선으로 나뉘어 운행하다가 마켓 스트리트(Market Street)에서 다시 두 선로가 만나 복선으로 운행된다.
5개 노선 모두 지하철 역인 13번가 역, 15번가 역, 19번가 역, 22번가 역, 30번가 역, 33번가 역에 정차한다. 15번가 역~30번가 역 구간은 SEPTA의 마켓 프랭크포드 선과 같은 터널에서 운행한다. 내부 트랙의 급행 열차에서 바깥 쪽 부분에 트롤리 노선이 다닌다.
승객은 13,15,30번가 역에서 마켓 프랭크포드 선과, 15번가 역에서 브로드 스트리트 선과 무료 환승이 가능하다. SEPTA 리저널 레일과도 연결되어 있으며, 지하 통로에서 13,15번가 역에서 제퍼슨 역과 서버반 역으로 이동할 수 있다.
30번가 트롤리 역은 SEPTA 리저널 레일, 암트랙 및 뉴저지 트랜싯 열차를 운행하는 30번가 기차역 건너편에 있다. 이 역을 연결하는 지하 통로는 현재 폐쇄된 상태이다.
10번 노선은 마켓 스트리트 바로 남쪽의 36번가에 있으며, 36번가 포털에서부터 지하에서 노면으로 나와 북서쪽 방향으로 운행한다. 다른 4개의 노선은 36번가와 샌섬 스트리트(Sansom Streets), 37번가 및 스프루스 스트리트(Spruce Streets)의 지하역을 거치고, 40번가 및 볼티모어 애비뉴(Baltimore Avenue) 근처의 40번가 포털에서부터 지하에서 노면으로 나와 남서쪽 방향으로 운행한다.
다비 (Darby)의 메인 스트리트 (Main Street)를 따라 운행하는 11번 노선은 CSX 교통에서 교차로를 통과한다. 현재 미국에서 유일하게 트롤리 선과 화물 철도 간선 사이의 평면 교차 지점을 가지고 있다.

## 역사

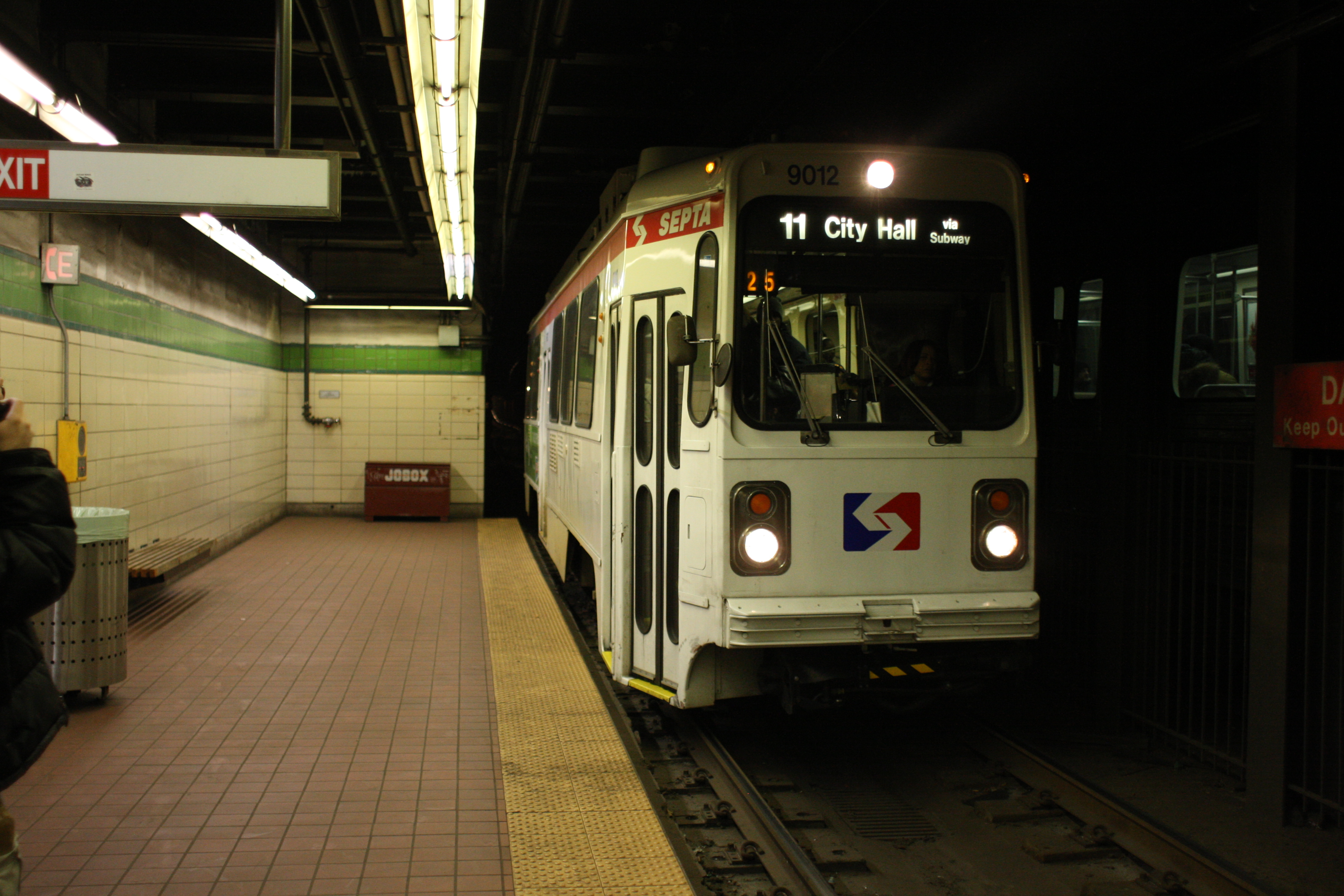
19번가 역에 정차한 전차

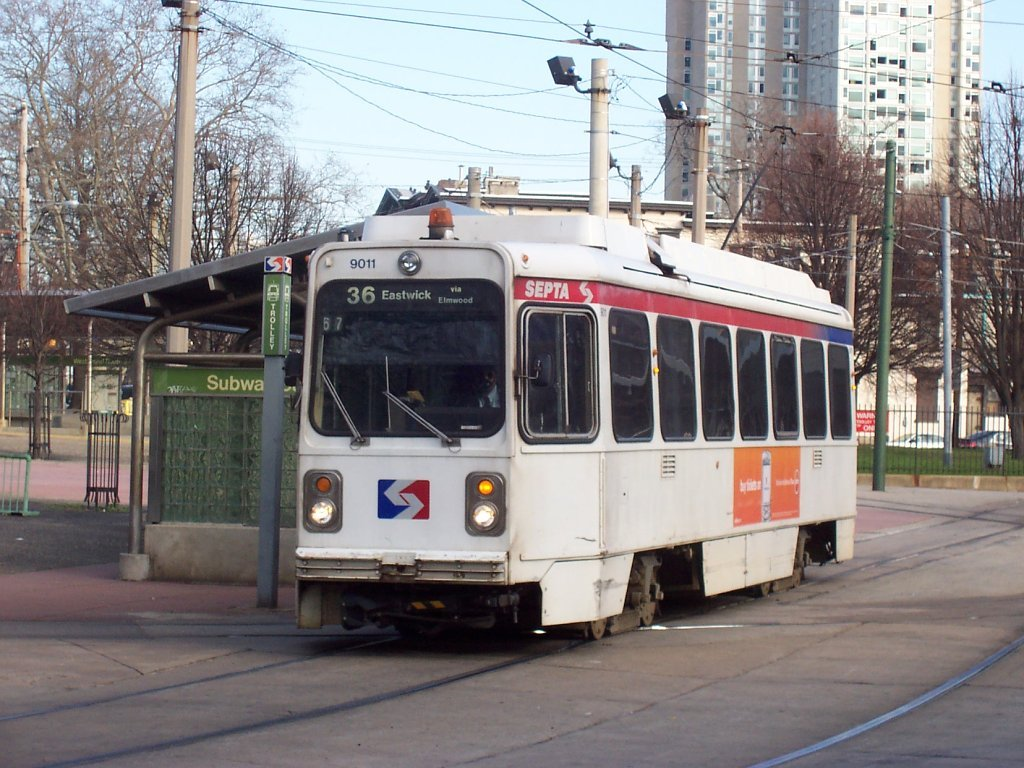
40번가 포털 앞 전차

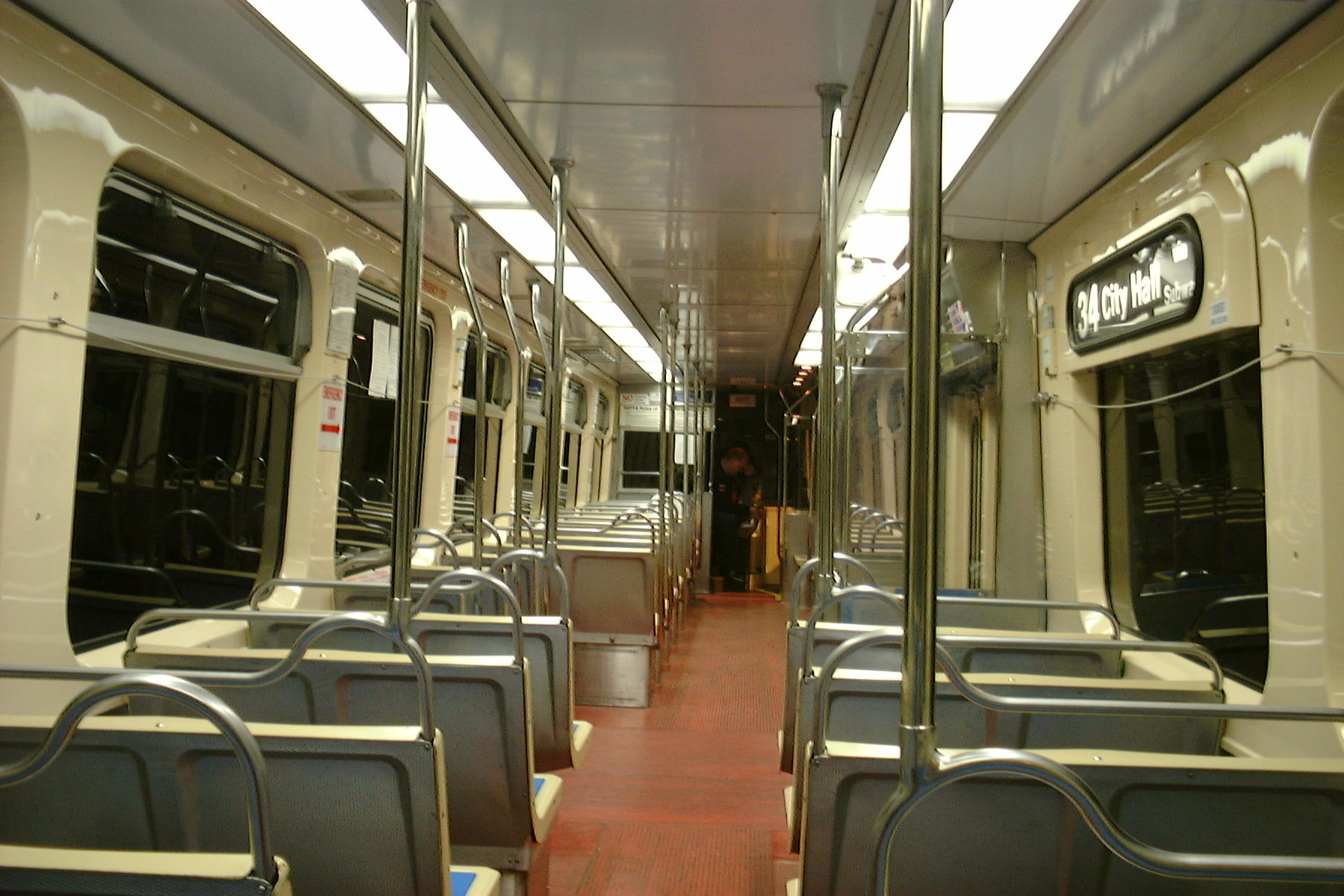
34번 노선 전차 내부

서브웨이-서페이스 선은 1892년에 전기 트롤리가 들여온 후 필라델피아에서 개발 된 훨씬 광범위한 전차 시스템의 잔재이다. 1902년 수십 개의 트랙션 회사가 필라델피아 도시 철도 회사(Philadelphia Rapid Transit Company, PRT)로 통합되었다. PRT는 웨스트필라델피아 노선을 지하철 터널로 횡단하여 시내 중심가에 접근했다. PRT가 1939년에 파산을 선언 한 후, 필라델피아 교통 회사(Philadelphia Transportation Company, PTC)로 재개되었다가, 1968년 SEPTA에 흡수되었다.
2006년 10월, 펜실베이니아 대학교의 1956년 학번은 37th/스프루스 역의 동쪽 출구 중 하나에 대한 혁신적인 포털 건설(및 1923~26년 J. G. Brill and Company에서 제조 한 피터 위트(Peter Witt) 트롤리의 복제본)에 자금을 지원했다. 1956년까지 필라델피아 교통 회사에서 운영한 이 트롤리는 대학생들을 캠퍼스와 센터 시티(Center City)까지 수송시켰다. 루트 11, 34, 37번은 우드랜드 애비뉴(Woodland Avenue)와 로쿠스트 스트리트(Locust Streets)의 Penn 캠퍼스를 거의 65년 동안 운영했다. 1956년 대학교에서 캠퍼스를 통합하기 위해 이 트롤리 경로를 해체시키고, 우드랜드 애비뉴와 로커스트 스트리트는 보행자 전용 도로가 되었다.

## 전환 서비스
유지 보수, 사고 또는 기타 장애로 인해 터널이 폐쇄될 경우, 트롤리는 5개 노선 모두를 연결하는 40번가 포털 서쪽의 보조 서킷 트랙으로 선회한다. 남행 트랙은 SEPTA 10번 노선이 차지하는 랭커스터 애비뉴(Lancaster Avenue) 교차로에서 40번가를 따라 시작된다. 마켓 스트리트(Market Street)에서 이 선은 40번가 MFL 지하철 역에 연결된다. 이후 스프루스 스트리트에 도달하면서 남쪽 방향으로 계속 이어지고, 거기서 동쪽이나 서쪽으로 나뉜다. 서쪽으로가는 트랙은 42번가로 이어져 볼티모어 애비뉴(SEPTA 34호선), 체스터 애비뉴(13번) 또는 우드랜드 애비뉴(11번 및 36번)을 통해 남쪽으로 향한다. 49번가에서 또다른 우회 트롤리 트랙이 체스터 애비뉴(Chester Avenue)에서 49번가로 이동하여 미디어/엘윈 선 교량에서 우드랜드 애비뉴(Woodland Avenue)로 이동하며, 여기서 36번이 11번에서 분리된다.
북행 트롤리는 42번가에서 스프루스 스트리트까지, 38번가(US 13)을 따라 필버트 스트리트(Filbert Street)에 도달할 때까지 북쪽으로 40번가 트랙을 지나간다. 필버트 스트리트가 41번가에서 종료되면 트랙이 우회전하고 랭커스터 애비뉴에 도달할 때까지 북쪽으로 향한다.

## 노선
| 노선            | 선로 길이 | 서부 종착역                                                                                      | 주요 경유 거리                                                  | 동부 종착역           | 차량기지          |
| --------------- | --------- | ------------------------------------------------------------------------------------------------ | --------------------------------------------------------------- | --------------------- | ----------------- |
| 10호선 Route 10 | 5.9 mi    | 오버브룩(Overbrook) 63rd Street/Malvern Avenue Loop                                              | 랜스돈 애비뉴 Lansdowne Avenue 랭커스터 애비뉴 Lancaster Avenue | 센터 시티 13번가/시청 | 캘로힐 차량기지   |
| 11호선 Route 11 | 6.7 mi    | 다비(Darby) Darby Transportation Center                                                          | 우드랜드 애비뉴 Woodland Avenue                                 | 센터 시티 13번가/시청 | 엘미우드 카하우스 |
| 13호선 Route 13 | 6.9 mi    | 예든(Yeadon) Yeadon Loop, OR 다비(Darby) Darby Transportation Center                             | 체스터 애비뉴 Chester Avenue                                    | 센터 시티 13번가/시청 | 엘미우드 카하우스 |
| 34호선 Route 34 | 4.8 mi    | 앵고라(Angora) 61st Street/Baltimore Avenue Loop                                                 | 볼티모어 애비뉴 Baltimore Avenue                                | 센터 시티 13번가/시청 | 엘미우드 카하우스 |
| 36호선 Route 36 | 7.0 mi    | 이스트윅(Eastwick) 80th Street/Eastwick Avenue Loop, OR 엘미우드(Elmwood) 73rd St/Elmwood Avenue | 엘미우드 애비뉴 Elmwood Avenue                                  | 센터 시티 13번가/시청 | 엘미우드 카하우스 |

과거 서브웨이-서페이스 노선
- 31호선  오버브룩 파크(Overbrook Park) (랜스돈 & 해버퍼드 애비뉴 루프)에서 63번가,마켓 스트리트,서브웨이 서페이스 터널을 거쳐 주니퍼/13번가 역까지 - 캘로힐 차량기지. 1955년에 버스로 대체.
- 37호선  체스터(Chester, PA) (3번가 & 크로즈비 스트리트)에서 인더스트리얼 하이웨이(PA 291) 이스트윅 애비뉴,우드랜드 애비뉴,서브웨이 서페이스 터널을 거쳐 주니퍼/13번가 역까지 - 우드랜드 카하우스. 1955년에 버스로 대체.
- 38호선  파크사이드(Parkside) (48번가 & 파크사이드 애비뉴 루프)에서 파크사이드 애비뉴,40번가,바링 스트리트,서브웨이 서페이스 터널을 거쳐 주니퍼/13번가/시청역까지 - 캘로힐 차량기지. 1955년에 버스로 대체.

## 역
모든 역은 필라델피아 및 서부 교외에 있다. 10번 노선의 역만 회색으로 표시하였다.
| 역명                                          | 대응 노선          | 참고 |
| --------------------------------------------- | ------------------ | --- |
| 13번가 13th Street                            | 10, 11, 13, 34, 36 | - 마켓 프랭크포드 선과 무료 환승 |
| 15번가 15th Street                            | 10, 11, 13, 34, 36 | - 마켓 프랭크포드 선과 무료 환승 - 브로드 스트리트 선과 무료 환승: 시청 - SEPTA 리저널 레일과 환승: 서버반 역 - SEPTA 버스와 환승: 4, 16, 17, 27, 31, 32, 33, 38, 44, 48, 62, 124, 125 |
| 19번가 19th Street                            | 10, 11, 13, 34, 36 | |
| 22번가 22nd Street                            | 10, 11, 13, 34, 36 | - 기존의 24번가 역 (PTC)을 대체 - 31, 37 & 38 |
| 30번가 역 30th Street                         | 10, 11, 13, 34, 36 | - 마켓 프랭크포드 선과 무료 환승 - SEPTA 리저널 레일과 환승: 30th 스트리트 역 |
| 33번가 역 33rd Street                         | 10, 11, 13, 34, 36 | - 드렉셀 대학교에 대해 진입 가능 |
| 36번가 포털 36th Street Portal                | 10                 | |
| 오버브룩 루프 Overbrook Loop                  | 10                 | - 오버브룩 리저널 레일 역에서 도보 거리에 있음 - SEPTA 버스와 환승: 46, 65, 105, G |
| 샌섬 커먼스/36번가 Sansom Commons/36th Street | 11, 13, 34, 36     | - 펜실베이니아 대학교에 대해 진입 가능 |
| 37th/스프루스 37th/Spruce                     | 11, 13, 34, 36     | - SEPTA 버스와 환승: 40, 42 & LUCY Routes - 펜실베이니아 대학교 & 필라델피아 아동 병원에서 도보 거리에 있음                                                                            |
| 40번가 포털 40th Street Portal                | 11, 13, 34, 36     | - SEPTA 버스와 환승: 30, 40, 42 & LUCY Routes |
| 앵고라 루프 Angora Loop                       | 34                 | - 앵고라 리저널 레일 역에서 도보 거리에 있음 |
| 마운트 모리아 Mt. Moriah                      | 13                 | |
| 예든 Yeadon                                   | 13                 | |
| 엘미우드 카하우스 Elmwood Carhouse            | 36                 | - 11, 13, 34, 36번 노선의 수용 시설 |
| 다비 교통 센터 Darby Transportation Center    | 11, 13             | - 13번 노선에서 이 역까지 서비스가 제한된다. - SEPTA 버스와 환승: 113, 114, 115 |
| 이스트윅 루프 Eastwick Loop                   | 36                 | - 이스트윅 리저널 레일 역에서 도보 거리에 있음 |

## 같이 보기
- SEPTA
- 펜실베이니아 궤간